# Девятая внеочередная сессия Исламской конференции на высшем уровне
Девятая внеочередная сессия Исламской конференции на высшем уровне была организована Организацией исламского сотрудничества (ОИС) вскоре после начала войны в секторе Газа. Встреча состоялась 18 октября 2023 года в штаб-квартире Генерального секретариата в Джидде, Саудовская Аравия.

## Информация
Срочное заседание было созвано в связи с событиями 7 октября, когда палестинские террористические группировки во главе которых стоит ХАМАС, вторглись в приграничные населённые пункты Израиля. Власти Израиля ответили на вторжение началом военных действий против вторгнувшихся боевиков.
Иран инициировал созыв экстренного заседания ОИК во время боевых действий между боевиками палестинских группировок и израильскими военными. Впоследствии другие государства-члены поддержали этот призыв, что привело к созыву внеочередного заседания. Целью этой встречи было рассмотрение «израильской агрессии» против населения Газы и ухудшающейся гуманитарной ситуации в ней.

## Цели
Основной целью этой встречи было урегулирование продолжающегося кризиса в Газе и соседних регионах, уделяя особое внимание ухудшающимся условиям, которые ставят под угрозу жизни гражданского населения и региональную стабильность.

## Итоги
Делегации различных мусульманских стран приняли участие, высказав опасения и заняв сторону ХАМАС в его конфликте с Израилем.
Иран призывает мусульманские страны ввести санкции против Израиля после нападения на больницу в Газе. Это включало требование о введении нефтяного эмбарго, которое ненадолго вызвало скачок цен на нефть. Однако ОПЕК объявила, что у нее нет немедленных планов предпринимать действия в ответ на призыв Ирана. Иран также призвал мусульманские государства бойкотировать Израиль.
Пакистан потребовал, чтобы международное сообщество привлекло Израиль к ответственности за военные преступления. Министр иностранных дел Пакистана Джалиль Аббас Джилани подчеркнул необходимость смелых решений до тех пор, пока не будет создано суверенное палестинское государство со столицей в Восточном Иерусалиме.
Турция призвала мусульманский мир принять меры для создания палестинского государства.